# Zapotlán del Rey
Zapotlán del Rey é um município do estado de Jalisco, no México.
Em 2005, o município possuía um total de 16 274 habitantes.